# Majinović
Majinović (en serbe cyrillique : Мајиновић) est un village de Serbie situé sur le territoire de la Ville de Valjevo, district de Kolubara. Au recensement de 2011, il comptait 126 habitants.

## Démographie
| 1948 | 1953 | 1961 | 1971 | 1981 | 1991 | 2002 | 2011 |
| ---- | ---- | ---- | ---- | ---- | ---- | ---- | ---- |
| 423  | 417  | 372  | 322  | 269  | 212  | 163  | 126  |

|  |